# Либман, Михаил Александрович
Михаил Александрович Либман (1921—1945) — участник Великой Отечественной войны, командир 637-го лёгкого артиллерийского полка, (15-й лёгкой артиллерийской бригады, 3-й артиллерийской дивизии прорыва, 7-го артиллерийского корпуса прорыва, 5-й гвардейской армии, 1-го Украинского фронта), Герой Советского Союза.

## Биография
Родился в 1921 году в городе Ростов-на-Дону. Еврей. Член ВКП(б) с 1942 года. Образование среднее. Жил в Москве.
В Красной Армии с 1939 года. В 1941 году окончил Ленинградское артиллерийское училище. В боях Великой Отечественной войны с октября 1941 года. Участник обороны Москвы.
Майор Михаил Либман 12 января 1945 года огнём батарей полка обеспечил прорыв пехотой главной полосы обороны противника в районе населенного пункта Стопница (15 километров юго-восточнее города Буско-Здруй, Польша).
24 января преодолел Одер у населенного пункта Эйхенрид (16 километров северо-западнее города Ополе, Польша) и вёл бои за удержание плацдарма.
Бесстрашному офицеру-артиллеристу было не суждено получить высшую награду Родины… М. А. Либман погиб в бою 12 февраля 1945 года. Похоронен на центральной площади города города Ченстохова. Перезахоронен на кладбище «Куле» (могила №21).

## Награды
Указом Президиума Верховного Совета СССР от 10 апреля 1945 года за образцовое выполнение боевых заданий командования на фронте борьбы с немецко-фашистскими захватчиками и проявленные при этом мужество и героизм, майору Либману Михаилу Александровичу присвоено звание Героя Советского Союза.
Награждён орденами Ленина, Красного Знамени, Александра Невского, Отечественной войны 2-й степени, Красной Звезды.

## Память
Имя и подвиг Героя Советского Союза М. А. Либмана отражены в мемориале музея боевой славы московской школы № 29 имени А. С. Грибоедова.